# Alchemilla subsessilis
Alchemilla subsessilis är en rosväxtart som beskrevs av A. Plocek. Alchemilla subsessilis ingår i släktet daggkåpor, och familjen rosväxter. Inga underarter finns listade i Catalogue of Life.